# Alessandro Longo
Alessandro Longo (Amantea, 31 december 1864 – Napels, 3 november 1945) was een Italiaans componist en musicoloog. Hij werd bekend door zijn catalogisering van de werken van Domenico Scarlatti.
Na zijn studie aan het conservatorium in Napels bij Beniamino Cesi (en Paolo Serrao voor compositie) begon hij piano-onderwijs te geven bij zijn alma mater in 1887. Hij verving Cesi als pianopedagoog en volgde hem in 1897 op. Als pianist speelde Longo frequent in kamermuziekensembleverband met het Ferni Kwartet en met het Quartetto Napoletano (met Cantani, Parmiciano, Scarano en Viterbini). Hij stichtte diverse muziekinstituten in Napels en genoot een carrière als concertpianist. In 1914 begon hij met het samenstellen van L'Arte Pianistica. Hij werd directeur van het Napels Conservatorium in 1944.
Longo werd vooral bekend door zijn compilatie van de catalogus met klavierwerken van Domenico Scarlatti. Gedurende vele jaren werden Scarlatti's sonates genummerd met hun Longo-index, maar later werd de catalogus van Ralph Kirkpatrick meer gangbaar. Longo's catalogus omvat 11 delen en bevatte een specifieke groepering van de Scarlatti-sonates. Deze groepering was niet chronologisch. Vandaar dat Kirkpatrick in 1953 een nieuwe studie maakte van de werken van Scarlatti. Longo was ook bewerker van werken van Domenico Gallo.
De composities die Longo zelf maakte omvatten onder andere twee werken voor piano à quatre mains, een serenade en een suite, suites voor piano met fagot, hobo, fluit en klarinet.